# 삼성 싱크마스터
싱크마스터(Syncmaster)는 삼성전자의 모니터 브랜드(상표)이다. 1988년 삼성전자 모니터사업부(사장 윤부근)가 선보였으며, 2011년 2월부터 브랜드가 폐지되었다.

## 같이 보기
| - 한국 삼성전자 - 싱크마스터매직(SyncMasterMagic) - 싱크마스터(Syncmaster) - 한국 LG전자 - 플래트론(FLATRON) - 엑스피온(XPION) - 한국 오리온정보통신 - 탑싱크(TopSync) - 한국 비티씨정보통신(BTC) - 제우스(ZEUS) | - 일본 에이조(EIZO) - 컬러엣지(ColorEdge) - 플렉스스캔(FlexScan) - 일본 NEC - 멀티싱크(MultiSync) - 미국 애플 - 시네마(Cinema) - 일본 소니 - PROFEEL(프로필) |